# Keserű-barlang
A Keserű-barlang az Aggteleki Nemzeti Parkban található egyik barlang. A barlang az Aggteleki-karszt és a Szlovák-karszt többi barlangjával együtt 1995 óta a világörökség része.

## Leírás
Szögliget külterületén, földutak elágazásánál, egy kis sziklafal tövében van a barlang bejárata. A barlang nincs feltüntetve a turistatérképeken. A lezáratlan barlang három méter hosszú, 0,7 méter mély, 1,8 méter magas és 2,5 méter függőleges kiterjedésű. A barlang barlangjáró alapfelszerelésben és engedély nélkül megtekinthető.
Előfordul a barlang az irodalmában Keserü-barlang (Vlk 2019) és Kis-völgyi (avasi) Keserû-barlang (Vlk 2019) neveken is.

## Kutatástörténet
A barlang az Aggteleki-karszt és a Szlovák-karszt többi barlangjával együtt 1995 óta a világörökség része, de akkor még nem szerepelt a nyilvántartásban a barlang. 2002-ben Nyerges Attila (a barlangtani osztály munkatársa) mérte fel a barlangot, majd rajzolta meg a barlang alaprajz térképét és hosszmetszet térképét. Az alaprajz térképen látható a hosszmetszet elhelyezkedése a barlangban. A felmérés szerint az 5451-38 barlangkataszteri számú Keserű-barlang 3 m hosszú, 1,5 m mély, 1,8 m magas és 3,3 m függőleges kiterjedésű.
Az Alsó-hegy karsztjelenségeiről szóló, 2019-ben kiadott könyvben az olvasható, hogy a Keserü-barlang, másik nevén Kis-völgyi (avasi) Keserû-barlang 3 m hosszú és 1,5 m mély. A barlang azonosító számai: Szlovákiában 091, Magyarországon 5451/38. A könyvben publikálva lettek a barlang 2002-ben készült térképei. A barlangot 2002-ben Nyerges Attila mérte fel, majd 2002-ben Nyerges Attila a felmérés alapján megrajzolta a barlang térképeit. A térképeket 2018-ban Luděk Vlk digitalizálta. A kiadványhoz mellékelve lett az Alsó-hegy részletes térképe. A térképet Luděk Vlk, Mojmír Záviška, Ctirad Piskač, Jiřina Novotná, Miloš Novotný és Martin Mandel készítették. A térképen, amelyen fekete ponttal vannak jelölve a barlangok és a zsombolyok, látható a Keserű-barlang (5451/38, 091) földrajzi elhelyezkedése.